# Paratropus parallelinervis
Paratropus parallelinervis är en skalbaggsart som beskrevs av Vienna 1985. Paratropus parallelinervis ingår i släktet Paratropus och familjen stumpbaggar. Inga underarter finns listade i Catalogue of Life.